# Say You're Just a Friend
«Say You're Just a Friend» (укр. Скажи, що ти просто друг) — пісня американського співака і автора пісень Остіна Махона з його дебютного мініальбому Extended Play. Пісня виконана за участі американського репера Flo Rida. Авторами пісні стали Леон Гафф, Кенні Гембл, Трамар Діллард, Нік Бейлі, Раян Огрен, Ахмад Белвін, Майк Фреш, Трент Мазур та Джастін Франкс, а три останні є ще й продюсерами цього синглу. Пісня вийшла у США для цифрового завантаження 3 грудня 2012 року. Пісня інтерполює приспів синглу Just a Friend американського репера Biz Markie. Пісня була використана в 2 епізоді третього сезону американського драматичного серіалу Імперія.

## Музичне відео
Музичне відео синглу «Say You're Just a Friend» вперше вийшло на YouTube 8 лютого 2013 року із загальною тривалістю 3 хвилини 16 секунд. Дівчина роль дівчини, в яку закоханий Махон в кліпі, зіграла модель Кімберлі Шанкс. Візуальні ефекти кліпу були створені українською компанією GloriaFX.
Другий кліп на цю пісню вийшов 27 лютого. Цього разу це було відео на фортепіано-версію пісні.

## Чарти
| Чарт (2013)                                    | Найвища позиція |
| ---------------------------------------------- | --------------- |
| Бельгія (Ultratip Flanders)                    | 2               |
| Бельгія (Ultratip Wallonia)                    | 32              |
| Україна (Ukraine Pop) (ФДР)                    | 1               |
| США Bubbling Under Hot 100 Singles (Billboard) | 4               |

### Сертифікація
| Регіон                                                                                          | Сертифікація | Продажі |
| ----------------------------------------------------------------------------------------------- | ------------ | ------- |
| Венесуела (APFV)                                                                                | Золотий      | 5,000^  |
| *продажі, що базуються лише на сертифікаціях ^відвантаження, що базуються лише на сертифікаціях |              |         |

## Історія випуску
| Країна                  | Дата          | Формат               | Лейбл                   |
| ----------------------- | ------------- | -------------------- | ----------------------- |
| Сполучені Штати Америки | 3 грудня 2012 | Цифрове завантаження | Chase, Republic Records |
| Бельгія                 | 7 грудня 2012 | Цифрове завантаження | Chase, Republic Records |